# Callirhipis kurosawai
Callirhipis kurosawai là một loài bọ cánh cứng trong họ Callirhipidae. Loài này được Sato miêu tả khoa học đầu tiên năm 1995.